# Heinz Seeger
Heinz Seeger (* 14. November 1907 in Osnabrück; † 11. Oktober 1996) war ein deutscher Gewerkschafter, Herausgeber und Politiker (KPD, SPD, DFU). Von 1953 bis 1958 war er Bundesvorsitzender der Gewerkschaft Holz.

## Leben und Beruf
Seeger absolvierte die Lehre zum Stellmacher. Er war bei Orenstein & Koppel tätig. Im Jahr 1933 wurde er im KZ Oranienburg interniert.
Im Jahr 1961 gründete er die gewerkschaftspolitische Zeitung Nachrichten – Informationen und Kommentare zur Wirtschafts- und Sozialpolitik.
Seeger war in dritter Ehe verheiratet und wohnte zuletzt in Friedrichshafen. Aus den ersten beiden Ehen gingen vier Kinder hervor.

## Gewerkschaft
Während seiner Lehrzeit trat Seeger dem Deutschen Holzarbeiterverband bei. Nach dem Krieg übernahm er Funktionen in der Gewerkschaft Holz, 1953 wurde er zu deren Vorsitzenden gewählt. Im Jahr 1958 trat er, nach offiziellen Angaben, aus gesundheitlichen Gründen zurück.

## Politik
Seeger war zunächst Mitglied der KPD, bis er 1928 aus dieser austrat. Später war er Mitglied der SPD, verließ diese jedoch wieder und schloss sich der Deutschen Friedens-Union an, deren Landesvorsitzender in Baden-Württemberg er eine Zeit lang war. Diese war zeitweise Teil der Demokratischen Linken. Zuletzt gehörte er wieder der SPD an.